# كرم أوزكان
كرم أوزكان (بالتركية: Kerem Özkan)‏ مواليد 19 نوفمبر 1988 في أنقرة، هو لاعب كرة سلة تركي. بدأ مسيرته الاحترافية في سنة 2006. يبلغ طوله 6 قدم 6.75 بوصة (2.0 م).

## المسيرة الاحترافية
لعب مع بشكتاش لكرة السلة في الدوري التركي في موسم 2006–2007، ثم لعب مع بشكتاش لكرة السلة في موسم 2009–2010، ثم لعب مع طرابزون سبور لكرة السلة في الدوري التركي في موسم 2011–2012، ثم لعب مع فستيل في موسم 2012–2013.

## روابط خارجية
- كرم أوزكان على موقع الاتحاد الدولي لكرة السلة (الإنجليزية)
- كرم أوزكان على موقع الدوري الأوروبي لكرة السلة (الإنجليزية)
- كرم أوزكان على موقع كرة السلة الأوروبية.كوم (الإنجليزية)
- كرم أوزكان على موقع ريلجم (الإنجليزية)
- كرم أوزكان على موقع بروبوليرز (الإنجليزية)
- كرم أوزكان على موقع سبورتس رفرنس (الإنجليزية)